# Priory Green
Priory Green ist ein Weiler in der Gemeinde Edwardstone, im District Babergh in der Grafschaft Suffolk, England. Es verfügt über 4 denkmalgeschützten Gebäuden, darunter Barn to the North of Lynn’s Hall, Lynn’s Hall, Priory Cottage, und Priory Green Cottage.